# Poison (Nicole Scherzinger)
Poison è un brano musicale della cantante pop statunitense Nicole Scherzinger, pubblicato il 25 ottobre 2010 dall'etichetta discografica Interscope ed estratto come primo singolo dal suo album di debutto da solista Killer Love.
Dallo stile dance pop e elettropop, il brano è stato prodotto da RedOne. Il video della canzone è stato diretto da Joseph Kahn.
In Irlanda è stato pubblicato sotto forma di EP contenente remix il 25 novembre dello stesso anno e il giorno seguente nell'edizione digitale classica. Entrambe le versioni sono state pubblicate in Regno Unito il 28 novembre 2010.

## Tracce
Download digitale
1. Poison - 3:47
2. Poison (versione strumentale) - 3:47

Remix EP
1. Poison (Alternate Radio Version) - 3:48
2. Poison (Cahill Club Mix) - 6:31
3. Poison (Cahill Rockstar Dub Mix) - 6:32
4. Poison (Dave Audè Radio) - 3:51
5. Poison (Dave Audè Venomous Club) - 7:51
6. Poison (Guy Furious Monster Uptempo Remix) - 3:32
7. Poison (Manufacted Superstars Vocal Remix) - 5:30

## Classifiche
| Classifica (2010) | Posizione massima |
| ----------------- | ----------------- |
| Belgio (Fiandre)  | 65                |
| Irlanda           | 7                 |
| Regno Unito       | 3                 |
| Slovacchia        | 16                |